# Estação Ferroviária de Pinheiro da Bemposta
A Estação Ferroviária de Pinheiro da Bemposta, originalmente conhecida apenas como de Bemposta, foi uma interface da Linha do Vouga, que servia a localidade de Pinheiro da Bemposta, no Distrito de Aveiro, em Portugal.

## Descrição
A superfície dos carris da estação ferroviária de Pinheiro da Bemposta ao PK 43+600 situa-se à altitude de 15 047 cm acima do nível médio das águas do mar. Esta gare tem acesso pela Rua de São Paio, junto à localidade de Pinheiro da Bemposta. O edifício de passageiros situa-se do lado nordeste da via (lado direito do sentido ascendente, para Viseu).

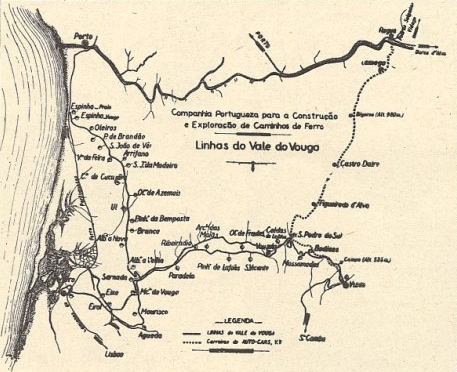
Mapa da Rede do Vouga, onde se pode ver a localização da estação de Pinheiro da Bemposta.

## História
Em 1894, o ante-projecto para o caminho de ferro do Valle do Vouga contemplava a construção de uma estação, denominada Bemposta, que seria desde logo servida pela estrada real.
Esta interface faz parte do troço entre Oliveira de Azeméis e Albergaria-a-Velha, que abriu à exploração em 1 de Abril de 1909.

Em 2013 os serviços ferroviários foram suspensos no troço entre Oliveira de Azeméis e Sernada do Vouga (incl. Pinheiro da Bemposta), por motivos de segurança, circulando apenas composições com fins técnicos (inspeção, manutenção, etc.), sendo o transporte de passageiros neste trajeto efetuado por táxis ao serviço da C.P. que frequentam locais próximos de cada estação e apeadeiro para tomadas e largadas. Nesse mesmo ano, o edifício da estação tornou-se a sede da Associação Columbófila Pinheirense.